# Địa lý Israel
Bản mẫu:Địa lý Israel

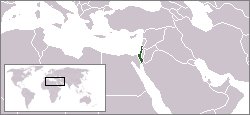
Bản đồ Israel

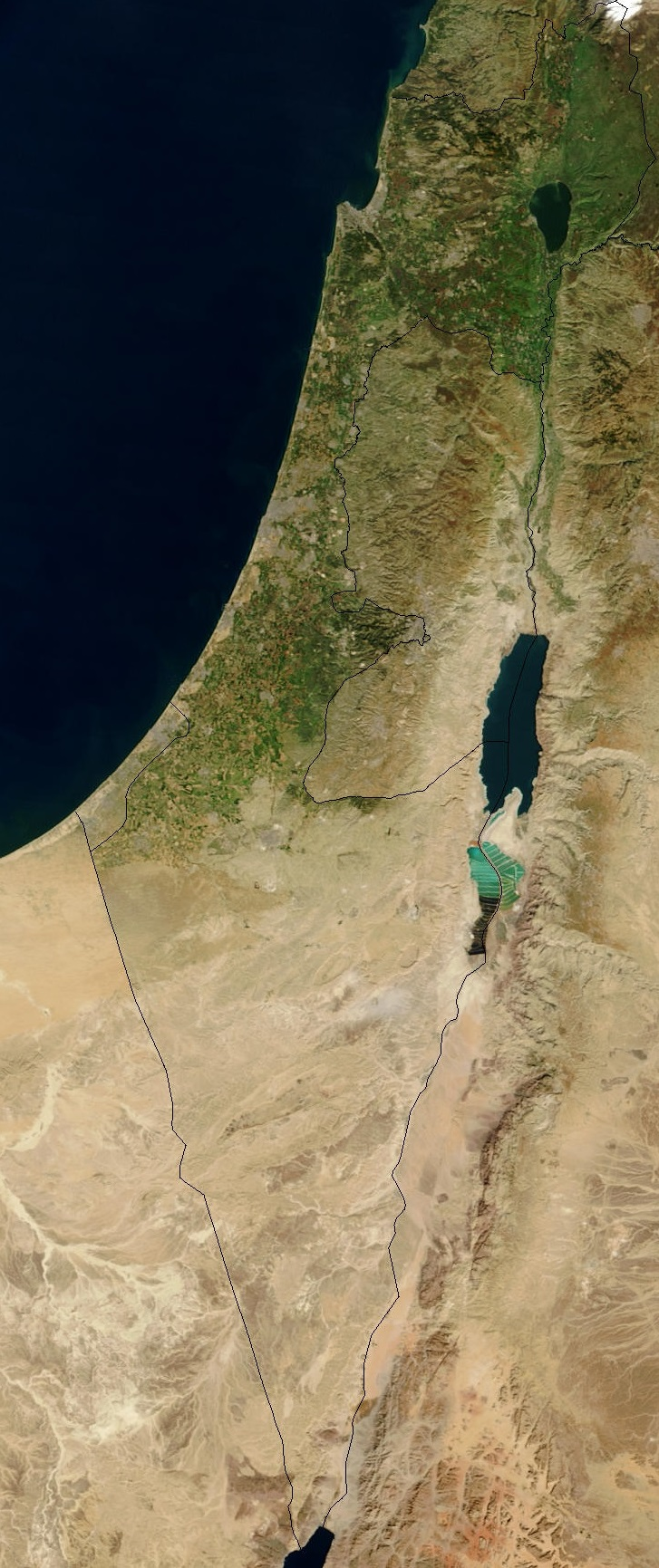
Ảnh chụp từ vệ tinh Israel tháng 1 năm 2003

Israel nằm ở rìa phía đông của Biển Địa Trung Hải. Nó có biên giới phía bắc giáp với Liban, phía đông bắc với Syri, phía đông và đông nam với Jordan, phía tây nam với Ai Cập, phía tây với Biển Địa Trung Hải. Trước tháng 6 năm 1967, vùng tạo thành Israel (kết quả của các đường biên giới ngừng bắn năm 1949 và 1950) khoảng 20.700 km² (8.000 mi²), gồm 445 km² (172 mi²) diện tích nước trong lục địa. Vì thế Israel có diện tích tương đương với Bang New Jersey, trải dài 424 kilômét (263 dặm) từ phía bắc xuống phía nam. Chiều rộng của nó thay đổi từ 114 kilômét (71 mi) tới, ở điểm hẹp nhất, 10 kilômét (6.2 mi). Sau cuộc chiến tranh tháng 6 năm 1967, tổng diện tích vùng lãnh thổ Israel chiếm đóng thêm là 7.099 km² (2.743 mi²). Những vùng lãnh thổ này gồm Bờ Tây, 5.879 km² (2.270 mi²); Đông Jerusalem (bị sáp nhập, theo luật Israel), 70 km² (27 mi²); và Cao nguyên Golan (sáp nhập trên thực tế (không chính thức)), 1.150 km² (444 mi²).
Các tọa độ địa lý:
gia 31°30′B 34°45′Đ / 31,5°B 34,75°Đ

## Địa lý tự nhiên

### Địa hình
Israel được chia thành bốn vùng: đồng bằng ven biển, đồi núi ở trung tâm, Châu thổ Jordan, và Sa mạc Negev. Đồng bằng ven Địa Trung Hải trải dài từ biên giới Liban tới phía bắc Gaza ở phía nam, chỉ bị ngăn cách tại Mũi Lạc Đà ở Vịnh Haifa. Nó rộng khoảng bốn mươi km tại Gaza và hẹp dần về hướng bắc tới khoảng năm km tại biên giới Liban. Vùng này màu mỡ và ẩm ướt (trước kia có bệnh sốt rét) và nổi tiếng về chanh và nghề trồng nho. Đồng bằng này có nhiều con sông ngắn cắt ngang, và chỉ hai con sông Yarqon và Qishon, là thường xuyên có nước chảy.
Phía đông đồng bằng ven biển là vùng cao nguyên trung tâm. Phía bắc vùng này là những dãy núi và đồi của khu vực Thượng và Hạ Galilee; xa hơn về phía nam là các Đồi Samarian với nhiều thung lũng nhỏ và màu mỡ; và phía nam Jerusalem là những đồi đất cằn cỗi của Judea. Độ cao trung bình của cao nguyên là 610 mét (2.000 ft) là lên tới điểm cao nhất tại Núi Meron, ở 1.208 mét (3.963 ft), tại Galilee gần Zefat (Safad). Nhiều thung lũng cắt ngang các cao nguyên từ đông sang tây; thung lũng lớn nhất là Yizreel hay Thung lũng Jezreel (cũng được gọi là Đồng bằng Esdraelon), trải dài bốn tám kilômét (30 mi) từ Haifa phía đông nam tới châu thổ sông Jordan, và rộng mười chín km ở phần rộng nhất.
Phía đông cao nguyên trung tâm là Châu thổ rãnh Jordan, đây là một phần nhỏ của Rãnh nứt Syri-Đông Phi dài 6.500-km (4.040 mi). Tại Israel Châu thổ Rãnh bị thống trị bởi Sông Jordan, Hồ Tiberias (cũng được gọi là Biển hồ Galilee và đối với người Israel là Hồ Kinneret), và Biển Chết. Sông Jordan, con sông lớn nhất Israel (322 km / 200 mi), bắt nguồn từ các con sông Dan, Baniyas, và Hasbani gần Núi Hermon tại Anti-Liban Mountains và chảy về phía nam xuyên qua Lòng chảo Hula khô cạn vào Hồ nước ngọt Tiberias. Hồ Tiberias có kích thước 165 km² (63.7 mi²) và tùy theo mùa và lượng mưa, nó nằm khoảng 213 mét (700 ft) dưới mực nước biển. Với dung tích nước ước tính 3 tỷ kilômét khối (106 tỷ feet khối), nó là hồ chứa nước chính của National Water Carrier (cũng được gọi là Ống dẫn Kinneret-Negev). Sông Jordan tiếp tục chảy từ phía nam Hồ Tiberias (tạo thành biên giới với Bờ Tây và Jordan) tới điểm cuối cùng ở vùng Biển Chết. Biển Chết rộng 1.020 km² (393 mi²) và thấp 399 mét (1.309 ft) so với mực nước biển, nó là điểm thấp nhất thế giới. Phía nam Biển Chết, Châu thổ Rãnh tiếp tục chạy vào Nahal HaArava (Wadi al Arabah trong tiếng Ả rập), và không thường xuyên có dòng chảy, dài 170 kilômét (106 mi) tới Vịnh Aqaba.
Sa mạc Negev rộng khoảng 12.000 km² (4.600 mi²), hơn một nửa tổng diện tích đất liền Israel. Về mặt địa lý, nó kéo dài tới Sa mạc Sinai, tạo thành một tam giác gồ ghề với cạnh đáy ở phía bắc gần Beersheba (aka Beersheva), Biển Chết, và Đồi Judean phía nam, và nó có đỉnh tại Eilat. Về mặt địa hình, nó chạy song song với các vùng khác trong nước, với những vùng đất thấp ở phía tây, các đồi núi ở miền trung và Nahal HaArava là biên giới phía bắc của nó.
Các độ cao
- Điểm thấp nhất: Biển chết -408 m (-1.339 ft)
- Điểm cao nhất: Har Hermon 2.248 m (7.375 ft) ở vùng đơn phương sáp nhập là Cao nguyên Golan hay Har Meron 1.208 m (3.963 ft) bên trong các biên giới năm 1967.

### Khí hậu
Israel có khí hậu Địa Trung Hải đặc trưng bởi mùa hè dài, nóng và khô cùng với mùa đông ngắn, lạnh và nhiều mưa, thay đổi theo vĩ độ và độ cao. Mùa hè ở vùng dọc bờ biển Địa Trung Hải rất ẩm nhưng tại Negev thì khô. Khí hậu được xác định bởi vị trí của Israel giữa đặc điểm khô cằn cận nhiệt đới của Ai Cập và ẩm cận nhiệt đới của Levant hay phía đông Địa Trung Hải. Tháng 1 là tháng lạnh nhất, với nhiệt độ trung bình thay đổi từ 5 °C tới 12 °C (41 °F tới 54 °F), và tháng 8 là tháng nóng nhất ở nhiệt độ 18 °C tới 38 °C (64 °F tới 100 °F). Tại Eilat, thành phố sa mạc, trong mùa hè nhiệt độ cao nhất nước. Nhưng không khí khô khiến nó rất dễ chịu. Hơn 70 phần trăm lượng mưa trung bình của đất nước rơi xuống trong khoảng giữa tháng 11 và tháng 3; từ tháng 6 đến tháng 9 thường không có mưa. Lượng mưa phân bố không đều, giảm nhiều khi đi về hướng nam. Tại điểm cực nam, lượng mưa trung bình nhỏ hơn 50 millimét (2 in) hàng năm; ở phía bắc, lượng mưa trung bình hàng năm vượt quá 900 millimét (35 in). Lượng mưa thay đổi theo từng mùa và theo từng năm, đặc biệt tại Sa mạc Negev. Lượng mưa thường tập trung trong những trận bão mạnh, gây ra xói mòn và lũ lụt. Trong tháng 1 và tháng 2, có thể có tuyết tại những điểm cao ở cao nguyên trung tâm, gồm cả Jerusalem. Những vùng có thể trồng cấy của đất nước là những vùng có lượng mưa lớn hơn 300 millimét (12 in) hàng năm; khoảng một phần ba đất đai của nước này có thể trồng cấy được.

### Các vấn đề về môi trường
Các thiên tai tự nhiên
Bão cát có thể xảy ra vào mùa xuân; hạn hán; lũ lụt trong thời gian ngắn; động đất theo chu kỳ
Môi trường—các vấn đề hiện nay
Hạn chế về diện tích đất trồng trọt và các nguồn tài nguyên nước đặt ra những khó khăn nghiêm trọng; sa mạc hoá; ô nhiễm không khí từ khí thải của các khu công nghiệp và xe cộ; ô nhiễm nước ngầm từ nước thải công nghiệp và dân dụng, các phân bón hóa học, và thuốc trừ sâu
Môi trường—những thỏa thuận quốc tế
- Thành viên của: Đa dạng sinh học, Thay đổi khí hậu, Sa mạc hoá, Những loài vật đứng trước nguy cơ tuyệt chủng, Chất thải nguy hại, Hiệp ước cấm thử vũ khí hạt nhân, Bảo vệ tầng Ozone, Ô nhiễm tàu biển, Đất trũng
- Đã ký, nhưng chưa phê chuẩn: Nghị định thư Kyoto, Bảo vệ sinh vật biển

Ghi chú
Biển hồ Galilee là một nguồn nước ngọt quan trọng.

## Địa lý nhân khẩu
Năm 2005 tổng dân số tại các khu vực có người ở tại Israel được ước tính khoảng 6.9 triệu. Tùy theo các định nghĩa được áp dụng, có năm vùng đô thị, gồm một số trong 71 thành phố của Israel và hàng trăm thị trấn.
Trong số các làng của Israel, kibbutz và moshav là những kiểu định cư duy nhất của Israel. Có 242 khu định cư Israel và các địa điểm sử dụng dân sự tại Bờ Tây, 42 tại vùng lãnh thổ bị Israel chiếm đóng Cao nguyên Golan, và 29 tại Đông Jerusalem (tháng 2 năm 2002 ước tính);

### Địa lý đô thị
Các vùng đô thị của Israel là Tel Aviv, Haifa và Beer Sheva và có thể cả Jerusalem  Lưu trữ ngày 7 tháng 3 năm 2008 tại Wayback Machine và Nazareth  Lưu trữ ngày 12 tháng 11 năm 2007 tại Wayback Machine.
Năm 2005 có 71 thành phố tại Israel, gồm 3 thành phố Israel ở Bờ Tây. (xem Danh sách các thành phố tại Israel). Tình trạng các thành phố đó được quy định bởi Bộ nội vụ Israel, và những khu định cư thường có trên 20.000 người, dù bộ trưởng trong một số trường hợp có thể trao quy chế này trước đó.
Các thị trấn của Israel có từ 5.000 người trở nên được kết hợp thành các "hội đồng địa phương". Đa số các thị trấn từ 2.000 tới 5.000 người nằm trong các hội đồng địa phương, dù vẫn có một số ngoại lệ.

### Địa lý nông thôn
Vùng nông thôn Israel gồm nhiều kiểu khu định cư, đặc biệt nổi tiếng là moshav và kibbutz. Ban đầu những nơi đó là những khu định cư kiểu tập trung và hợp tác xã. theo thời gian, mức độ hợp tác của những khu định cư đó đã giảm bớt và nhiều cơ cấu kiểu đó đã bị loại trừ. Tất cả các khu định cư vùng nông thôn và nhiều thị trấn nhỏ (một số trong số chúng được gán cho cái tên "các khu định cư nông thôn") được ghép vào các hội đồng địa phương.

### Địa lý chính trị
Diện tích
- Tổng: 20.770 km² (8.019 mi²)
- Đất: 20.330 km² (7.849 mi²)
- Nước: 440 km² (170 mi²)

Các biên giới trên bộ
- Tổng: 1.017 km (632 mi)
- Các nước có chung biên giới: Ai Cập 266 km (165 mi), Dải Gaza 51 km (32 mi), Jordan 238 km (148 mi), Liban 79 km (49 mi), Syri 76 km (47 mi), Bờ Tây 307 km (191 mi)

Bờ biển
273 km (170 mi)
Tuyên bố chủ quyền lãnh hải
- Thềm lục địa: tới độ sâu khai thác
- Lãnh hải: 12 dặm biển (22.2 km)

- Điểm cực bắc - điểm phân giới ba nước với Syri và Liban, Cao nguyên Golan 1
- Điểm cực đông - một điểm vô danh nằm trên biên giới với Syri 2
- Điểm cực nam - điểm tại đó biên giới Israel-Ai Cập dẫn vào Vịnh Aqaba, đông Taba, Ai Cập
- Điểm cực tây - điểm phân giới ba nước Ai Cập-Israel-Gaza, là điểm cực tây Israel.

### Địa kinh tế
Các nguồn tài nguyên thiên nhiên
Đồng, phosphate, brom, Kali các bô nát, đất sét, cát, sulfur, asphalt, măng gan, lượng nhỏ khí tự nhiên và dầu mỏ
Sử dụng đất
- Đất canh tác: 17.02%
- Mùa màng thường xuyên: 4.17%
- Khác: 78.81% (1998 ước tính)

Đất được tưới tiêu
1.990 km² hay 768 mi² (1998 ước tính)

## Các nguồn
- http://mama.indstate.edu/users/gejdg/rural.pdf Lưu trữ ngày 7 tháng 4 năm 2008 tại Wayback Machine

1 Nếu vùng Cao nguyên Golan không được coi là một phần lãnh thổ của Israel, thì một vị trí vô danh tại biên giới Liban (Giới tuyến xanh), ngay sát phía bắc Metulla, là điểm cực bắc Israel.
2 Nếu Vùng Cao nguyên Golan không được coi là một phần của Israel, thì một vị trí vô danh ở biên giới với Syri phía tây Qela là điểm cực đông Israel.

## Các đặc điểm địa lý khác
- Biển Chết
- Galilee
- Núi Arbel
- Sông Jordan
- Lake Hula
- Masada
- Núi Carmel
- Negev
- Biển hồ Galilee
- Sharon
- Các quận ở Israel
- Danh sách các thành phố tại Israel